# دييغو أكوستا
دييغو أكوستا هو لاعب كرة قدم باراغواياني، ولد في 12 نوفمبر 2002 في باراغواي.

## وصلات خارجية
- دييغو أكوستا على موقع قاعدة بيانات كرة القدم.إي يو (الإنجليزية)
- دييغو أكوستا على موقع Soccerway.com (الإنجليزية)
- دييغو أكوستا على موقع عالم كرة القدم.نت (الإنجليزية)